# چری هیل، شهرستان پولک، آرکانزاس
چری هیل (به انگلیسی: Cherry Hill) یک منطقهٔ مسکونی در ایالات متحده آمریکا است که در آرکانزاس واقع شده است. چری هیل ۲۷۰٫۰۶ متر بالاتر از سطح دریا قرار دارد.